# Spartak Tasjkent
Spartak Tasjkent (Russisch: Спартак Ташкент) was een Sovjet voetbalclub uit Tasjkent, de hoofdstad van de Oezbeekse SSR.

## Geschiedenis
De club werd in 1937 opgericht. In 1947 speelde de club voor het eerst in de tweede klasse van de Sovjet-Unie en werd er laatste. Het volgende optreden was in 1953 toen ze in de middenmoot eindigden. De volgende twee seizoenen eindigden ze in de lagere middenmoot. Na het seizoen 1955 werd de club ontbonden en werd de plaats in de competitie ingenomen door Pachtakor Tasjkent.